# Campionati europei di atletica leggera 2024 - 400 metri piani femminili
La gara dei 400 metri piani femminili dei campionati europei di atletica leggera 2024 si è svolta tra l'8 e il 10 giugno allo Stadio Olimpico di Roma, in Italia.

## Podio
| Pos.    | Atleta            | Nazionalità | Tempo |
| ------- | ----------------- | ----------- | ----- |
| Oro     | Natalia Kaczmarek | Polonia     | 48"98 |
| Argento | Rhasidat Adeleke  | Irlanda     | 49"07 |
| Bronzo  | Lieke Klaver      | Paesi Bassi | 50"08 |

## Situazione pre-gara

### Record
Prima di questa competizione, il record del mondo, il record europeo e il record dei campionati erano i seguenti.
| Record                | Prestazione | Atleta                   | Data e luogo                       | Competizione            |
| --------------------- | ----------- | ------------------------ | ---------------------------------- | ----------------------- |
| Record mondiale       | 47"60       | Marita Koch Germania Est | 6 ottobre 1985 Canberra, Australia | Coppa del mondo 1985    |
| Record europeo        | 47"60       | Marita Koch Germania Est | 6 ottobre 1985 Canberra, Australia | Coppa del mondo 1985    |
| Record dei campionati | 48"16       | Marita Koch Germania Est | 8 settembre 1982 Atene, Grecia     | Campionati europei 1982 |

### Campionesse in carica
Le campionesse europee in carica erano:
| Campione       | Atleta                | Prestazione | Data e luogo                               | Competizione                   |
| -------------- | --------------------- | ----------- | ------------------------------------------ | ------------------------------ |
| Europeo        | Femke Bol Paesi Bassi | 49"44       | 17 agosto 2022 Monaco di Baviera, Germania | Campionati europei 2022        |
| Europeo indoor | Femke Bol Paesi Bassi | 49"85(i)    | 4 marzo 2023 Istanbul, Turchia             | Campionati europei indoor 2023 |

### La stagione
Prima di questa gara, le atlete con le migliori tre prestazioni europee dell'anno erano:
| Pos. | Atleta                     | Prestazione | Data e luogo                            |
| ---- | -------------------------- | ----------- | --------------------------------------- |
| 1    | Femke Bol Paesi Bassi      | 49"17(i)    | 2 marzo 2024 Glasgow, Regno Unito       |
| 2    | Amber Anning Gran Bretagna | 49"51       | 11 maggio 2024 Gainesville, Stati Uniti |
| 3    | Natalia Kaczmarek Polonia  | 49"80       | 30 maggio 2024 Oslo, Norvegia           |

## Risultati

### Batterie di qualificazione
Le batterie di qualificazione si sono tenute l'8 giugno a partire dalle ore 12:20.
Passano alle semifinali le prime dodici più veloci (q).
Le 12 atlete che al 30 maggio hanno registrato le migliori prestazioni europee secondo la Road to Rome, insieme al possessore della Wild Card (campione europeo in carica) accedono direttamente ai turni di semifinale, salvo rinuncia o mancata conferma alla partecipazione alla manifestazione.

#### Batteria 1
| Pos | Corsia | Atleta             | Nazionalità | Tempo | Note |
| --- | ------ | ------------------ | ----------- | ----- | ---- |
| 1   | 6      | Amandine Brossier  | Francia     | 51"30 | q    |
| 2   | 7      | Iga Baumgart-Witan | Polonia     | 52"18 | q    |
| 3   | 4      | Giancarla Trevisan | Italia      | 52"22 | q    |
| 4   | 8      | Julia Niederberger | Svizzera    | 52"42 | q    |
| 5   | 9      | Cátia Azevedo      | Portogallo  | 52"53 |      |
| 6   | 5      | Kateryna Karpiuk   | Ucraina     | 53"06 |      |

#### Batteria 2
| Pos | Corsia | Atleta                 | Nazionalità | Tempo | Note |
| --- | ------ | ---------------------- | ----------- | ----- | ---- |
| 1   | 8      | Lurdes Gloria Manuel   | Rep. Ceca   | 51"36 | q    |
| 2   | 5      | Alice Mangione         | Italia      | 51"71 | q    |
| 3   | 3      | Berta Segura           | Spagna      | 51"92 | q    |
| 4   | 9      | Justyna Święty-Ersetic | Polonia     | 52"01 | q    |
| 5   | 7      | Mar"jana Šostak        | Ucraina     | 52"07 | q    |
| 6   | 6      | Lisa Lilja             | Svezia      | 52"18 | q    |
| 7   | 4      | Giulia Senn            | Svizzera    | 52"24 | q    |

#### Batteria 3
| Pos | Corsia | Atleta             | Nazionalità | Tempo | Note |
| --- | ------ | ------------------ | ----------- | ----- | ---- |
| 1   | 3      | Tereza Petržilková | Rep. Ceca   | 51"96 | q    |
| 2   | 8      | Anna Polinari      | Italia      | 52"06 | q    |
| 3   | 4      | Helena Ponette     | Belgio      | 52"57 |      |
| 4   | 6      | Astri Ertzgaard    | Norvegia    | 52"78 |      |
| 5   | 7      | Mette Baas         | Finlandia   | 52"94 |      |
| 6   | 5      | Maja Ćirić         | Serbia      | 52"96 |      |
| 7   | 9      | Tetjana Mel'nyk    | Ucraina     | 54"06 |      |

### Semifinali
Le semifinali si sono tenute il 9 giugno a partire dalle ore 20:05.
Passano alla finale i primi due atleti di ogni batteria (Q) e i successivi due atleti più veloci (q).

#### Semifinale 1
| Pos | Corsia | Atleta                    | Nazionalità   | Tempo | Note |
| --- | ------ | ------------------------- | ------------- | ----- | ---- |
| 1   | 8      | Rhasidat Adeleke          | Irlanda       | 50"54 | Q    |
| 2   | 5      | Laviai Nielsen            | Gran Bretagna | 50"73 | Q    |
| 3   | 7      | Lurdes Gloria Manuel      | Rep. Ceca     | 51"06 | q    |
| 4   | 9      | Amandine Brossier         | Francia       | 51"78 |      |
| 5   | 2      | Giancarla Trevisan        | Italia        | 52"59 |      |
| 6   | 3      | Astri Ertzgaard           | Norvegia      | 52"82 |      |
| 7   | 6      | Modesta Justė Morauskaitė | Lituania      | 52"95 |      |
| 8   | 4      | Julia Niederberger        | Svizzera      | 52"97 |      |

#### Semifinale 2
| Pos | Corsia | Atleta             | Nazionalità | Tempo | Note   |
| --- | ------ | ------------------ | ----------- | ----- | ------ |
| 1   | 8      | Natalia Kaczmarek  | Polonia     | 50"70 | Q      |
| 2   | 5      | Andrea Miklós      | Romania     | 51"13 | Q      |
| 3   | 6      | Susanne Gogl-Walli | Austria     | 51"14 | q      |
| 4   | 7      | Sophie Becker      | Irlanda     | 51"54 |        |
| 5   | 9      | Tereza Petržilková | Rep. Ceca   | 52"05 |        |
| 6   | 4      | Anna Polinari      | Italia      | 52"53 | (.525) |
| 7   | 3      | Berta Segura       | Spagna      | 52"53 | (.528) |
| 8   | 2      | Lisa Lilja         | Svezia      | 52"55 |        |

#### Semifinale 3
| Pos | Corsia | Atleta            | Nazionalità   | Tempo | Note                                     |
| --- | ------ | ----------------- | ------------- | ----- | ---------------------------------------- |
| 1   | 7      | Lieke Klaver      | Paesi Bassi   | 50"57 | Q                                        |
| 2   | 8      | Sharlene Mawdsley | Irlanda       | 50"99 | Q                                        |
| 3   | 9      | Alice Mangione    | Italia        | 51"34 | Miglior prestazione personale            |
| 4   | 5      | Helena Ponette    | Belgio        | 51"65 |                                          |
| 5   | 2      | Mar"jana Šostak   | Ucraina       | 51"99 | Miglior prestazione personale            |
| 6   | 6      | Victoria Ohuruogu | Gran Bretagna | 52"07 |                                          |
| 7   | 4      | Giulia Senn       | Svizzera      | 52"16 | Miglior prestazione personale stagionale |
| 8   | 3      | Justyna Święty    | Polonia       | 52"18 |                                          |

### Finale
La finale si è tenuta il 10 giugno alle ore 21:50.
| Pos     | Corsia | Atleta               | Nazionalità   | Tempo | Note                                                                   |
| ------- | ------ | -------------------- | ------------- | ----- | ---------------------------------------------------------------------- |
| Oro     | 7      | Natalia Kaczmarek    | Polonia       | 48"98 | Miglior prestazione personale · Miglior prestazione europea stagionale |
| Argento | 6      | Rhasidat Adeleke     | Irlanda       | 49"07 | Record nazionale · Miglior prestazione europea stagionale under 23     |
| Bronzo  | 8      | Lieke Klaver         | Paesi Bassi   | 50"08 | Miglior prestazione personale stagionale                               |
| 4       | 3      | Lurdes Gloria Manuel | Rep. Ceca     | 50"52 | Miglior prestazione europea stagionale under 20                        |
| 5       | 9      | Andrea Miklós        | Romania       | 50"71 | (.705)                                                                 |
| 6       | 5      | Laviai Nielsen       | Gran Bretagna | 50"71 | (.710)                                                                 |
| 7       | 2      | Susanne Gogl-Walli   | Austria       | 51"23 |                                                                        |
| 8       | 4      | Sharlene Mawdsley    | Irlanda       | 51"59 |                                                                        |